# Olmesartan
L'olmesartan, comercialitzat amb el nom comercial Ixia entre altres, és un medicament utilitzat per tractar la tensió arterial alta (hipertensió). Es pren per via oral, és a dir, els comprimits s'han d'ingerir. També està comercialitzat amb les combinacions olmesartan/hidroclorotiazida i olmesartan/amlodipina. El seu profàrmac, olmesartan medoxomil, també està comercialitzat.
Els efectes secundaris més comuns inclouen marejos, cefalàlgies, diarrea i dolor a l'esquena. Els efectes secundaris més greus poden arribar a incloure problemes renals, tensió arterial baixa i angioedema. L'ús durant l'embaràs pot perjudicar el fetus i no està recomanat durant l'alletament matern. És un antagonista del receptor de l'angiotensina II i, per tant, actua bloquejant els efectes de l'angiotensina II.
L'olmesartan es va patentar el 1991 i es va començar a utilitzar el 2002. A Espanya està comercialitzat com EFG, Atolme, Ixia, Olmetec, Openvas. El 2022, va ser el 97è medicament més prescrit als Estats Units, amb més de 6 milions de receptes.

## Usos mèdics
Als Estats Units, l'olmesartan està indicat per al tractament de la hipertensió en pacients a partir dels sis anys.
L'olmesartan s'utilitza en el tractament de la hipertensió. Es pot usar sol o en combinació amb altres agents antihipertensius.

## Contraindicacions
Una de les contraindicacions per al tractament amb olmesartan és l'obstrucció biliar. Una altra contraindicació important és l'embaràs; els estudis científics indiquen la presència de malformacions fetals quan dones embarassades prenen fàrmacs derivats del sartan.

## Efectes adversos
Segons la fitxa tècnica, la Food and Drug Admisitration dels EUA (FDA) ha establert que els beneficis de l'olmesartan superen els seus riscos potencials quan s'utilitza per al tractament de pacients amb tensió arterial alta.
La incidència d'efectes adversos amb olmesartan és similar a la de l'administració de placebo; l'únic efecte advers que es va produir en >1% dels pacients tractats amb olmesartan i amb més freqüència que en els pacients que van rebre el placebo va ser el mareig (3% vs. 1%). Molt rarament, l'olmesartan pot causar problemes gastrointestinals greus. En aquests casos, els símptomes que apareixen són nàusea, vòmit, diarrea, pèrdua de pes i desequilibri electrolític; símptomes comuns en aquells pacients que tenen malaltia celíaca. Estudis recents suggereixen que aquesta forma d'enteropatia semblant a l'esprue podria ser causada per la inhibició del factor de creixement transformador β, una citocina polipeptídica que manté l'homeòstasi intestinal. Tanmateix, encara no queda clar per què aquesta reacció no s'ha observat mai amb altres antagonistes del receptor de l'angiotensina. Altres estudis amb antagonistes dels receptors de l'angiotensina II com l'olmesartan, demostren que pacients amb estenosi  arterial renal unilateral o bilateral, presenten augments de la creatinina sèrica o del nitrogen ureic. No es coneix casos d'ús a llarg termini de l'olmesartan medoxomil en pacients amb estenosi arterial renal unilateral o bilateral, però és d'esperar resultats similars.

## Química

Olmesartan medoxomil, el profàrmac.

L'olmesartan medoxomil, un profàrmac en forma d'èster, s'hidrolitza completament i ràpidament a la seva forma d'àcid activa, l'olmesartan.

Metabolisme de l'olmesartan medoxomil.

## Història
L'olmesartan es va patentar el 1991 i va entrar a formar part de l'arsenal terapèutic el 2002.

## Societat i cultura

### Noms comercials
Olmesartan i Sevikar HCT combinats són comercialitzats a tot el món pels laboratoris Daiichi Sankyo, a l'Índia els comercialitza Abbott Healthcare Pvt. Ltd. sota el nom comercial WinBP, Zydus Cadila sota el nom comercial Olmy, Ranbaxy Laboratories Ltd. sota el nom comercial Olvance, Unichem Laboratories sota el nom comercial Olsar i al Canadà els laboratoris Schering-Plough el comercialitzen com a Olmetec. Els drets de comercialització de les marques Benicar, Benicar HCT, Azor i Tribenzor als Estats Units es van transferir de Daiichi Sankyo a Cosette el gener de 2022.
Hi ha diversos preparats que contenen olmesartan i altres antihipertensius. Teva Pharmaceuticals produeix una formulació que conté olmesartan, amlodipina i hidroclorotiazida. Benicar HCT és el nom d'un medicament que conté olmesartan medoxomil amb hidroclorotiazida. Benitec H, un altre medicament que conté olmesartan medoxomil i hidroclorotiazida, és comercialitzat per GlaxoSmithKline a 'Índia.

## Recerca
L'olmesartan ha demostrat beneficis potencials en la reducció de la progressió de l'acumulació ateroescleròtica a les artèries. En grans estudis aleatoris controlats amb placebo o controlats amb fàrmacs actius realitzats en participants que patien hipertensió, angina estable o diabetis tipus 2, s'ha demostrat que el tractament a llarg termini amb olmesartan redueix els nivells de marcadors d'inflamació vascular. Aquest efecte també es va observar en un model de prova amb primats amb colesterol alt.